# 5852 Nanette
5852 Nanette eller 1991 HO är en asteroid i huvudbältet som upptäcktes den 19 april 1991 av de båda amerikanska astronomerna Carolyn S. Shoemaker och David H. Levy vid Palomar-observatoriet. Den är uppkallad efter Nanette och Mark Vigil, dotter och svärson till en av upptäckarna.
Asteroiden har en diameter på ungefär 23 kilometer och den tillhör asteroidgruppen Postrema.